# دير مارمينا المعلق
دير مارمينا المعلق، هو احدي الاديرة التابعة لمحافظة أسيوط مركز أبنوب.
يقع الدير بالضفة الشرقية لنهر النيل شمال مدينة أبنوب بحوالي 25 كم ويقع على ارتفاع 170 متر من سطح الأرض لذلك اشتهر بالدير المعلق نظراً لأنه معلق في حضن الجبل.

## تاريخ الدير
يرجع تاريخ الدير إلى القرن الرابع الميلادي وقد ذكره كثير من المؤرخين الذين كتبوا عن تاريخ الأديرة ومنهم المقريزي في خططه وفي وجه 503 وقال «إنه دير لطيف معلق في الجبل» وكتب عن موقع الدير والوصول إليه ونواحي الحياة فيه، ومن الشائع أن الشهيد مار مينا جاء إلى هذه المغارة وأقام فيها فترة من الزمن وذلك في فترة توحده في البرية، ومن الثابت لدينا إن  البابا أثناسيوس الرسولي

## الحصن الأثري
من الحصون التي قامت بنائها الملكة هيلانة أم الملك قسطنطين ملاصق للصخور الجبلية وهو عبارة عن ثلاثة طوابق ومحتفظ بشكله من القرن الرابع الميلادي، تم ترميمه عام 1998 بإشراف هيئة الآثار ويتكون من:
الدور الأول: هو مدخل الحصن وبه السلم الصاعد للدور الثاني ويوجد به بعض الأبواب الأثرية وبعض القطع الأثرية الأخرى ويوجد به الطافوس القديم (مدفن الرهبان)
الدور الثاني: وبه كنيسة على اسم البابا أثناسيوس الرسولي وأنبا أرسانيوس معلم أولاد الملوك تم إعادتها وتجديدها واستخدامها مع ترميم الحصن الأثري، وقلاية منحوتة في الصخر.
الدور الثالث: وبه مجموعة من القلالي..

## كنائس الدير
يوجد بالدير أربع كنائس كنيسة الشهيد مار مينا الأثرية باسم الشهيد مار مينا (كنيسة المغارة) وبها حامل الأيقونات الأثري، وباب الهيكل يشبه باب النبوات الموجود بدير السريان، والكنيسة يوجد بها مجموعة من الأيقونات الأثرية.